# Die Sklavin Anis al-Dschalis

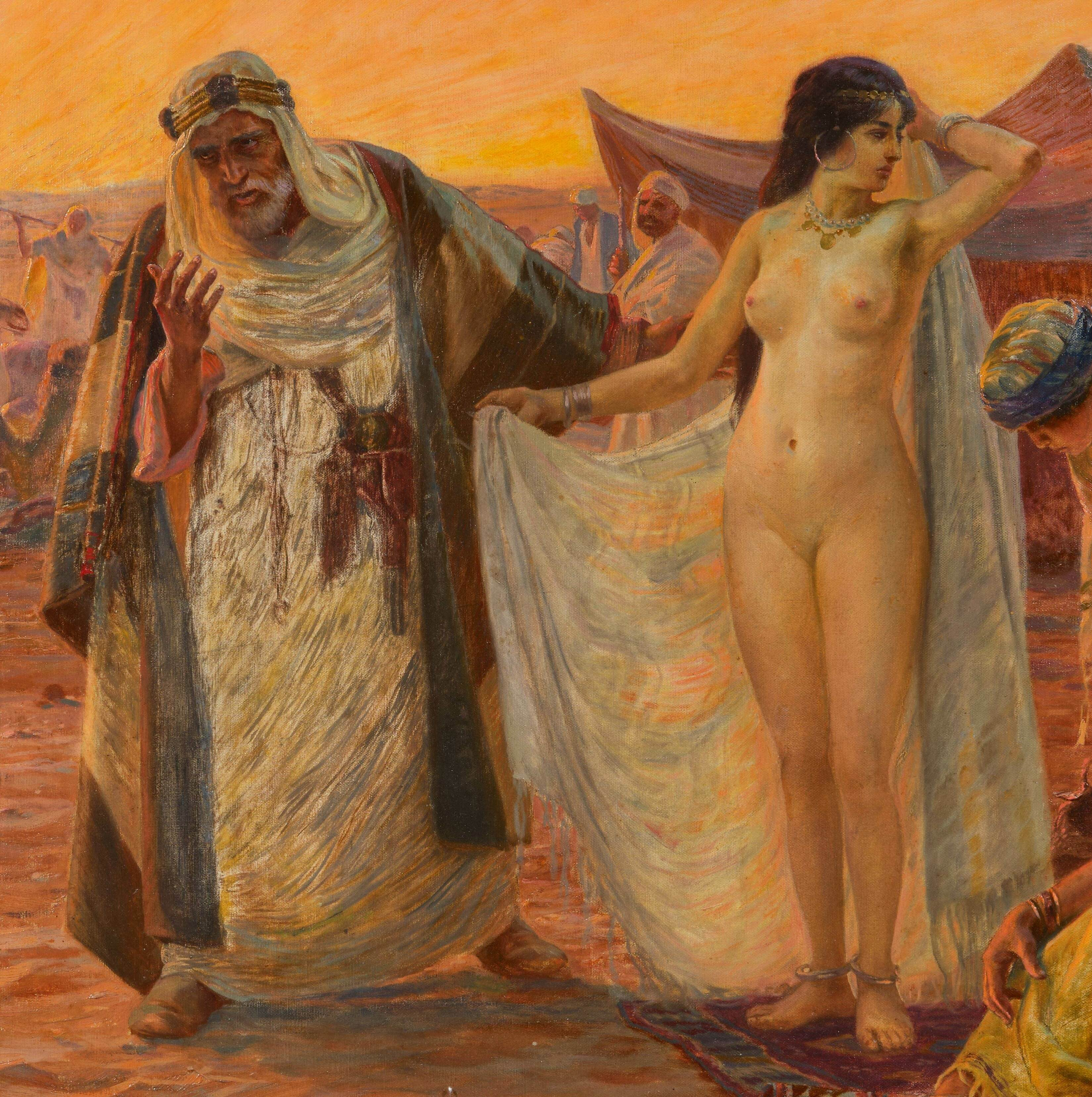
Die Sängersklavin Anis al-Dschalis auf dem Sklavenmarkt von Basra, Otto Pilny, 1916.

Die Sklavin Anis al-Dschalis, auch Die Sklavin Anis al-Dschalis und Nur al-Din Ibn Chakan, ist eine orientalische Liebesgeschichte aus der Sammlung der Geschichten aus Tausendundeine Nacht. In der Arabian Nights Encyclopedia wird sie als ANE 35 gelistet (→ Tausendundeine Nacht – Liste der Geschichten).
Die Geschichte erzählt von der Liebe zwischen der umsichtigen Sängersklavin Anis al-Dschalis (arabisch أنيس الجليس Anīs al-Dschalīs), die in Basra auf dem Sklavenmarkt verkauft wird, und Nur al-Din Ali Ibn Chakan, dem gutherzigen, aber fahrlässigen Sohn des Wesirs von Basra.
Das Märchen spielt im Irak zur Zeit des Abbasiden-Kalifates während der Regentschaft von Hārūn al-Raschīd (reg. 786 bis 809). Der Name Anis al-Dschalis wurde in weiteren Kontexten verwendet, darunter in einem Roman von Nagib Mahfuz.

## Handlung

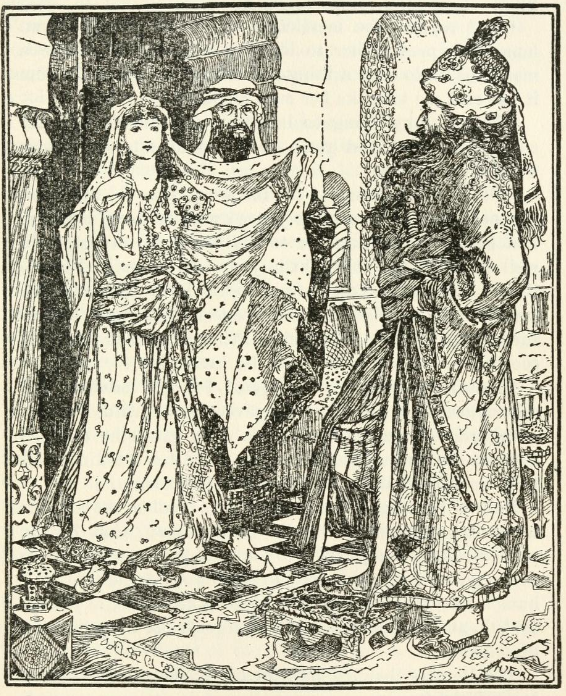
Die Sklavin Anis al-Dschalis wird präsentiert; Henry Justice Ford, 1898.

### Kauf einer Sklavin (201. bis 203. Nacht)
In Basra herrscht der gute, rechtschaffene und die Armen und Obdachlosen liebende König bzw. Sultan Muhammad Ibn Suleiman al-Zainabi, der zwei Wesire hat: den gütigen al-Fadl Ibn Chakan und den bösartigen al-Muin Ibn Sawi. Eines Tages befiehlt der Sultan seinem Wesir al-Fadl Ibn Chakan, auf den Sklavenmarkt zu gehen und dort das schönste Mädchen für seinen Harem zu kaufen. Pflichtbewusst begibt sich al-Fadl zum Sklavenmarkt, wo ein Makler für ihn die Sklavin Anis al-Dschalis ausfindig macht. Die junge Frau wird nackt dem Wesir präsentiert, der von ihrer makellosen körperlichen Schönheit sofort angetan ist. Zudem ist sie sehr gebildet: Sie beherrscht Kalligrafie, Rhetorik, arabische Philologie, Koranauslegung, Medizin, Grammatik und islamische Rechtswissenschaft und kann sämtliche Musikinstrumente spielen. Al-Fadl Ibn Chakan erwirbt die junge Sklavin schließlich für insgesamt zehntausend Dinare und bringt sie – auf Anraten des Sklavenhändlers – zunächst in sein eigenes Haus. Dort soll sie zwei Wochen verweilen, um sich von den Strapazen ihrer Reise zu erholen und ihr natürliches Äußeres wiederzuerlangen, ehe sie dem Sultan überbracht wird. Dort schärft al-Fadl dem Sklavenmädchen ein, er habe sie für den Sultan gekauft. Sie solle sich in seinem Haus unbedingt von seinem Sohn Nur al-Din fernhalten, da dieser „ein wahrer Satan“ sei und schon jedem Mädchen im Viertel die Ehre genommen habe. Einige Zeit vergeht, bis Anis al-Dschalis eines Tages im hauseigenen Hamam ein Bad nimmt.

### Eine romantische Begegnung (204. bis 206. Nacht)

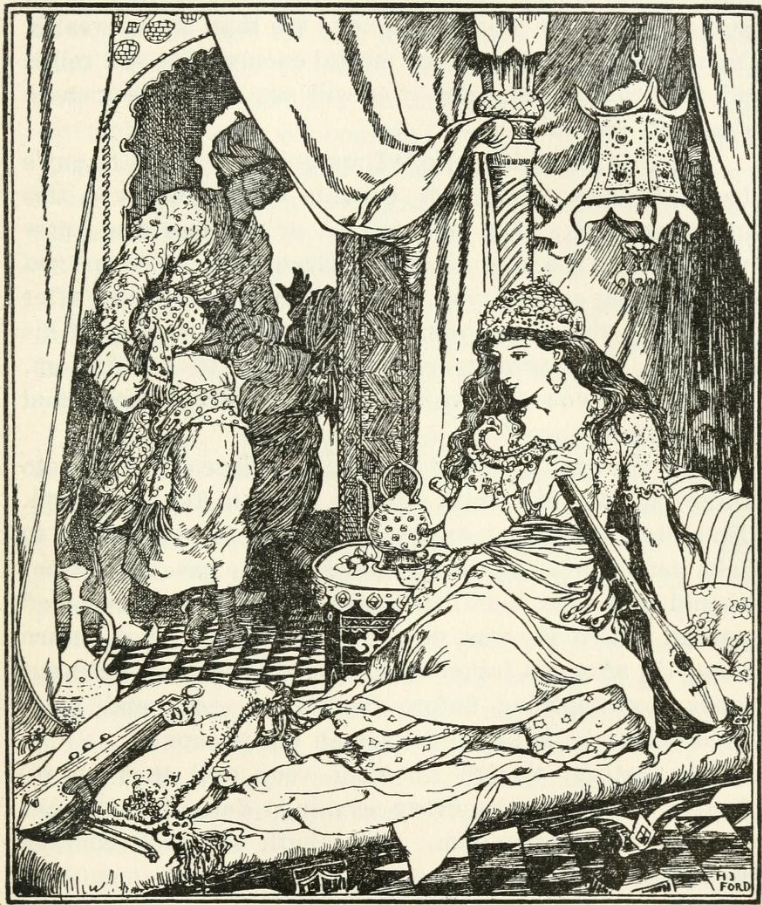
Nur al-Din dringt in Anis al-Dschalis Kammer ein; Henry Justice Ford, 1898.

Als Anis al-Dschalis sich nach dem Bad in ihre Kammer begibt, hört sie erstmals die Stimme des Wesir-Sohnes Nur al-Din. Neugierig geht sie zur Kammertür und erhascht einen Blick auf Nur al-Din, dessen schöne Gestalt ihr sogleich einen Seufzer entlockt. Im selben Moment wendet sich Nur al-Din zufällig um und erblickt die schöne junge Frau. Beide sind auf den ersten Blick ineinander verliebt. Nur al-Din, der betrunken ist, betritt Anis al-Dschalis Kammer und fragt sie, ob sie die Sklavin sei, die sein Vater für ihn gekauft habe. Anis bejaht wahrheitswidrig, woraufhin beide sich sofort der Liebe hingeben, bei der Anis al-Dschalis ihre Jungfernschaft verliert. Die entsetzten Dienersklavinnen informieren die Hausherrin, Nur al-Dins Mutter, dass ihr Sohn zu Anis in die Kammer gegangen sei und sie geküsst habe. Die Mutter sucht Anis auf, die auf die Frage, ob Nur al-Din „die gewisse Sache“ mit ihr getrieben habe, antwortet: „Nur dreimal, nicht öfter!“ Die Mutter ist fassungslos, vor allem weil ihr Gatte al-Fadl soeben nach Hause zurückkehrt. Sie lässt ihn schwören, dass er ihr in allem, was sie sagt, gehorchen werde, was al-Fadl ihr zusichert. Daraufhin erzählt sie ihm den Vorfall. Al-Fadl sackt verzweifelt in sich zusammen. Seine Gattin bietet ihm an, den Schaden wieder gut zu machen, indem sie ihm den Kaufpreis aus ihrem Vermögen erstattet. Doch al-Fadls größte Sorge ist, dass sein Rivale, der Wesir al-Muin Ibn Sawi, von der Angelegenheit erfährt und beim Sultan intrigiert, um seinem Rivalen Besitz und Leben zu nehmen. Seine Frau beruhigt ihn. Nur al-Din jedoch wagt aus Angst nicht, seinem Vater unter die Augen zu treten. Es vergeht ein ganzer Monat. Schließlich schlägt Nur al-Dins Mutter ihrem Gatten vor, sich mit dem Sohn wieder zu versöhnen und ihm die Sklavin Anis al-Dschalis zu schenken, den Kaufpreis erstattet sie ihm. Al-Fadl lässt seinen Sohn einen heiligen Eid schwören, dass er Anis al-Dschalis nicht verkaufen und außer ihr keine andere Frau heiraten werde, was Nur al-Din ihm zusichert. Daraufhin lebt er mit ihr ein glückliches Jahr zusammen, während Gott den Sultan die Angelegenheit mit dem Sklavenmädchen vergessen lässt. Al-Fadl erkrankt jedoch schwer und stirbt schließlich. Nur al-Din versinkt in tiefer Trauer, genauso wie die politische Elite und Bevölkerung von Basra.

### Verhängnisvolle Fehler (207. bis 212. Nacht)

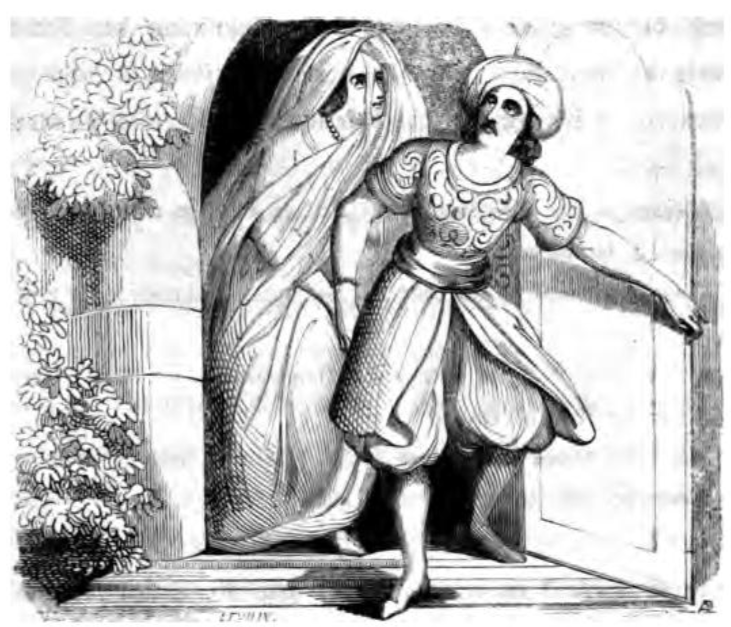
Anis al-Dschalis und Nur al-Din fliehen aus Basra. Zeichnung von F. Groß, 1838

Nur al-Din ertränkt seine Trauer in Wein, Geschenken und unzähligen Festen mit seinen Freunden und Zechkumpanen, wobei er die Warnungen seines Verwalters und auch Anis al-Dschalis ignoriert. Er lebt so lange verschwenderisch, bis er bankrott ist. Augenblicklich verlassen ihn seine Zechkumpane. Als Nur al-Din sich bei seinen Freunden Geld leihen will, lassen sie ihn im Stich. Nun ist er gezwungen, seinen Hausrat zu verkaufen. Doch auch das reicht nicht aus, um seine Schulden zu bezahlen. Anis al-Dschalis, treu zum Geliebten stehend, schlägt ihm vor, sie auf dem Sklavenmarkt zu verkaufen. Gebrochenen Herzens stimmt Nur al-Din schließlich zu und bringt sie zur Versteigerung auf den Sklavenmarkt. Zufällig kommt al-Muin Ibn Sawi vorbei und sieht, dass der Sohn seines verstorbenen Rivalen seine Sklavin verkaufen will. Al-Muin lässt sich Anis al-Dschalis zeigen, die ihm sehr gefällt. Er bietet daraufhin dem Händler viertausend Dinar als Erstgebot. Kein anderer Käufer hat jetzt den Mut, den Wesir zu überbieten. Der Sklavenhändler warnt Nur al-Din vor al-Muin, auch davor, dass dieser ihm das Geld nicht tatsächlich übergeben, sondern nur einen Scheck ausstellen, diesen aber nie einlösen werde. Der Händler schlägt ihm vor, zu einer List zu greifen und so zu tun, als habe Nur al-Din seine Sklavin in Wirklichkeit gar nicht verkaufen wollen, sondern sie nur auf den Markt gebracht, um ihr eine drohende Lektion wegen Ungehorsams zu erteilen. Nur al-Din befolgt den Rat. Doch al-Muin Ibn Sawi will nicht auf Anis al-Dschalis verzichten und will Nur al-Din mit seinem Pferd niedertrampeln. Doch Nur al-Din wehrt sich. Er verprügelt den Wesir und verlässt mit Anis al-Dschalis den Markt. Der geprügelte Wesir beklagt sich bei Sultan Muhammad Ibn Suleiman al-Zainabi und erzählt ihm die Geschichte, einschließlich der Herkunft von Anis al-Dschalis und dass der verstorbene Wesir al-Fadl sie dem Sultan vorenthalten hat. Wutentbrannt schickt der Sultan Soldaten aus, um Nur al-Din und Anis al-Dschalis festzunehmen. Durch Hilfe eines Kämmerers, eines ehemaligen Mameluken, werden die beiden gewarnt und können rechtzeitig aus Basra fliehen, bevor die Soldaten des Sultans ihr Haus erreichen, es plündern und dem Erdboden gleichmachen können.

### Im Lustgarten von Bagdad (213. bis 222. Nacht)

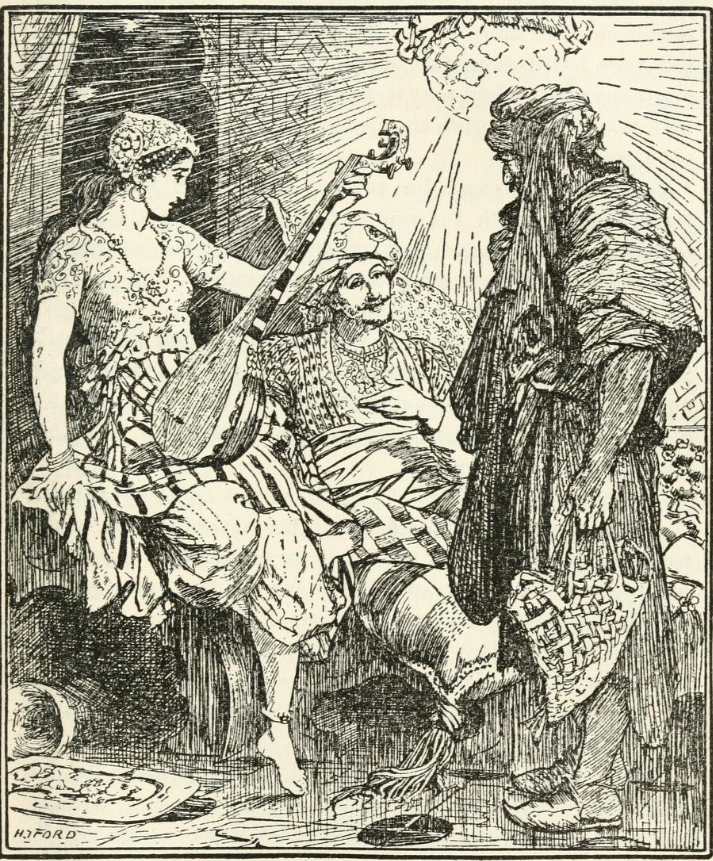
Die Sklavin Anis al-Dschalis, ihr Herr Nur al-Din und Scheich Ibrahim; Henry Justice Ford, 1898.

Am Euphrat angekommen, besteigen Nur al-Din und Anis al-Dschalis ein Schiff, das den Fluss hinauf nach Bagdad segelt. Dort wandern sie durch die Stadt, wo sie zu einem verschlossenen Garten gelangen, den man den Lustgarten nennt. Dort lassen sie sich nieder und schlafen auf einer Bank ein. Im Park steht ein Gartenschloss, der Palast der Statuen. Verwaltet wird der Park von einem alten Gärtner namens Scheich Ibrahim, der sich regelmäßig über unbefugte Besucher ärgert. Als er den Park verlässt, um in der Stadt Besorgungen zu machen, findet er beide auf der Parkbank schlafend vor. Zunächst will er an den beiden ein Exempel statuieren, besinnt sich jedoch und will wissen, was sie in den Garten verschlagen hat. Er ist bezaubert von dem schönen Liebespaar und lädt sie schließlich in den Garten ein, wobei er sich wahrheitswidrig als Besitzer ausgibt. Nur al-Din gibt Ibrahim zwei Dirham, wovon dieser Speisen kauft, damit sie zusammen essen können; wobei sie das Schloss betreten, um dort zu speisen. Nur al-Din bittet Scheich Ibrahim um Wein, woraufhin der empörte gläubige Muslim entgegnet, dass er dreimal die Pilgerfahrt vollzogen hat und an so etwas wie Wein nicht einmal denke. Durch einen Rechtskniff bringt Nur al-Din ihn schließlich doch dazu, Wein zu kaufen und zu ihnen zu bringen. Anis al-Dschalis erlaubt sich einen Spaß und bringt Ibrahim schließlich dazu, sich nicht nur zu dem Trinkgelage dazuzugesellen, sondern schließlich auch selbst sich exzessiv zu betrinken. Um mehr Licht zu haben, zünden Nur al-Din und Anis al-Dschalis sämtliche Kerzen und Öllampen im Schloss an. Von seinem Palast sieht der Kalif Hārūn al-Raschīd das nun hellerleuchtete Schloss der Statuen in der Entfernung. Neugierig will der Kalif herausfinden, was dort vorgeht, und begibt sich mit seinem Wesir Dschafar und dem Eunuchen Masrur verkleidet durch die Stadt zum Lustgarten und dem Schloss, wo sie versteckt die Feiernden vorfinden. Anis al-Dschalis beginnt auf der Laute zu spielen und zu singen. Ihr Gesang und Musikspiel besänftigt den Kalifen, woraufhin dieser sich als Fischer verkleidet und Fisch zum Schloss bringt. Als Dank bezahlt Nur al-Din den Kalifen mit etwas Geld, doch dieser will Anis al-Dschalis singen hören, was sie tut. Der Kalif ist hingerissen und Nur al-Din – berauscht von Wein und in alte Muster zurückfallend – schenkt ihm spontan seine Sklavin Anis al-Dschalis. Anis al-Dschalis singt weitere Verse, die von ihrem Leid und ihrer Liebe zu Nur al-Din künden. Der Kalif bittet ihn, die Geschichte zu erzählen.

### Ein Brief und seine Folgen (223. bis 229. Nacht)
Als Nur al-Din die ganze Geschichte erzählt hat, ist der als Fischer verkleidete Kalif von Mitgefühl ergriffen und beschließt, dem Liebespaar zu helfen. In der Behauptung, den Sultan von Basra zu kennen, schreibt er dem Sultan einen Empfehlungsbrief für Nur al-Din. In dem Brief erklärt er als Kalif Hārūn al-Raschīd die Absetzung des Sultans und die Ernennung von Nur al-Din zum neuen Herrscher von Basra. Nur al-Din kehrt daraufhin mit dem Brief nach Basra zurück. Kurz darauf gibt sich der Fischer gegenüber Anis al-Dschalis und Scheich Ibrahim als Kalif Hārūn al-Raschīd zu erkennen. Er verspricht Anis al-Dschalis, dass sie bald zu Nur al-Din nach Basra zurückkehren werde. Nur al-Din übergibt dem Sultan den Brief des Kalifen, doch der böse Wesir al-Muin Ibn Sawi intrigiert gegen Nur al-Din und behauptet, dass die Unterschrift gefälscht sei, vor allem da Nur al-Din weder von königlichen Wachen begleitet wird, noch eine offizielle Ernennungsurkunde vorweisen kann. Nur al-Din wird von al-Muin Ibn Sawi festgenommen und gefoltert. In Bagdad wird nun auch dem Kalifen mit Schrecken klar, dass er Nur al-Din keine Ernennungsurkunde mitgegeben hat und dieser für einen Betrüger gehalten werden wird. Währenddessen forciert al-Muin Ibn Sawi die Hinrichtung von Nur al-Din, entgegen den Protesten der Bevölkerung von Basra. Gerade noch rechtzeitig kommt der Kalifen-Wesir Dschafar in Basra an und kann die Hinrichtung verhindern. Er bringt Nur al-Din und al-Muin Ibn Sawi nach Bagdad, wo sich für Nur al-Din der vermeintliche Fischer nun als der Kalif Hārūn ar-Raschīd entpuppt. Dieser lässt Nur al-Dins Erzfeind al-Muim Ibn Sawi hinrichten und will Nur al-Din zum König von Basra ernennen, doch dieser zieht es vor, zu den persönlichen Freunden und Zechkumpanen des Kalifen zu gehören, was dieser ihm gewährt, genauso wie Geschenke, darunter auch die Sklavin Anis al-Dschalis. Das Liebespaar führt daraufhin ein langes und angenehmes Leben, bis der Tod sie schließlich voneinander trennt.
Die Handlung folgt der Darstellung bei Claudia Ott.

## Historischer Hintergrund

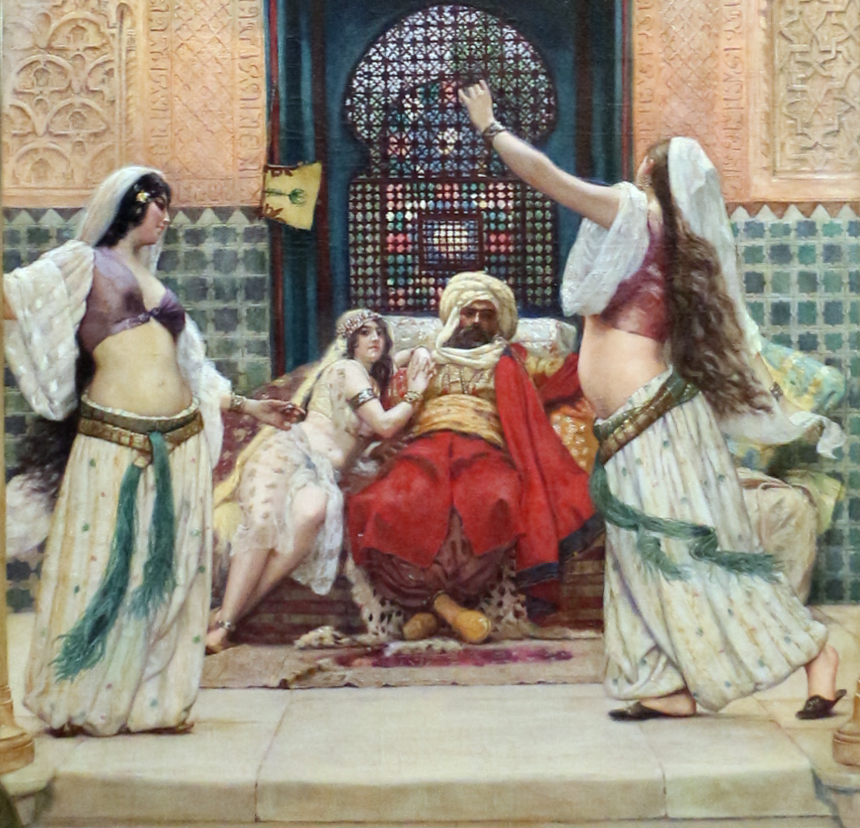
Qiyān beim Kalifen. Paul Bochard, 1893.

### Die Sängersklavinnen / Qiyān
Im Märchen wird die Figur der Sklavin Anis al-Dschalis als äußerst gebildete junge Frau beschrieben, die sich nicht nur sprachlich in der gesellschaftlichen Oberschicht zu bewegen weiß, sondern zudem in Kalligraphie, Rhetorik, arabischer Philologie, Koranauslegung, Medizin, Grammatik und Juristerei bewandert ist und sämtliche Musikinstrumente spielen kann. Diese Beschreibung hat einen realhistorischen Hintergrund.
Tatsächlich handelt es sich bei Anis al-Dschalis um eine Qaina (Pl. Qiyān), eine sogenannte Sängersklavin. Die im 8. bis 10. Jahrhundert im abbasidischen Kalifat lebenden Qiyān waren hochgebildete Frauen, die am ehesten als Unterhaltungssklavinnen, teils auch als Edelkurtisanen bezeichnet werden können. Sie waren in unterschiedlichsten Künsten und Disziplinen ausgebildet, vor allem in Gesang, Tanz und Musik, gesellschaftlicher Etikette und erotischer Verführungskunst. Viele beherrschten zudem Philologie, Dichtung, Rhetorik, manchmal auch Geschichte und Theologie sowie die Disziplinen der Rezitation und Interpretation des Koran; die Ausbildung dauerte viele Jahre.
Ein Teil der Qiyān bewegte sich in der höfischen Kultur der obersten gesellschaftlichen Schichten – nicht selten in der Umgebung der Kalifen – und genoss höchstes Ansehen. Eine zweite Gruppe von Qiyān stand im Dienste von Etablissements, in denen sie als professionelle Verführerinnen arbeiteten und die Gäste mit Gesang, Tanz und Dichtung unterhielten. Ziel war es, die männlichen Kunden möglichst lange an das Etablissement zu binden, bei dem es sich nicht um ein Bordell handelte. Zwar kam es zu körperlichen Berührungen und Küssen, Sex war jedoch die Ausnahme, da das Ziel der Betreiber nicht war, die sexuelle Lust der Kunden zu befriedigen, sondern sie langfristig an das Haus zu binden. Im Idealfall verliebte sich ein Kunde in eine der Sklavinnen und war dann bereit, sie für eine hohe Summe für sich selbst zu erwerben. Wenn die Beziehung zwischen dem Kunden und der Qaina eng wurde, besuchten diese ihre Liebhaber teils auch in ihren Privathäusern, wo es mitunter zum sexuellen Kontakt kam. Die Etablissements waren gemeinhin jedoch nur Männern der oberen Gesellschaftsschichten zugänglich, für das einfache Volk gab es eine dritte Gruppe von Qiyān, die als Kellnerinnen und Sängerinnen in Tavernen und Wirtshäusern arbeitete. Wie ihre höheren Schicksalsgefährtinnen trugen sie oft verführerische Kleidung und üppigen Schmuck; die Lokale ihrerseits zogen viele Gäste an und in zeitgenössischen Quellen wird berichtet, dass ihre Anzahl zahlreich war.

### Bagdad zur Zeit Hārūn al-Raschīds

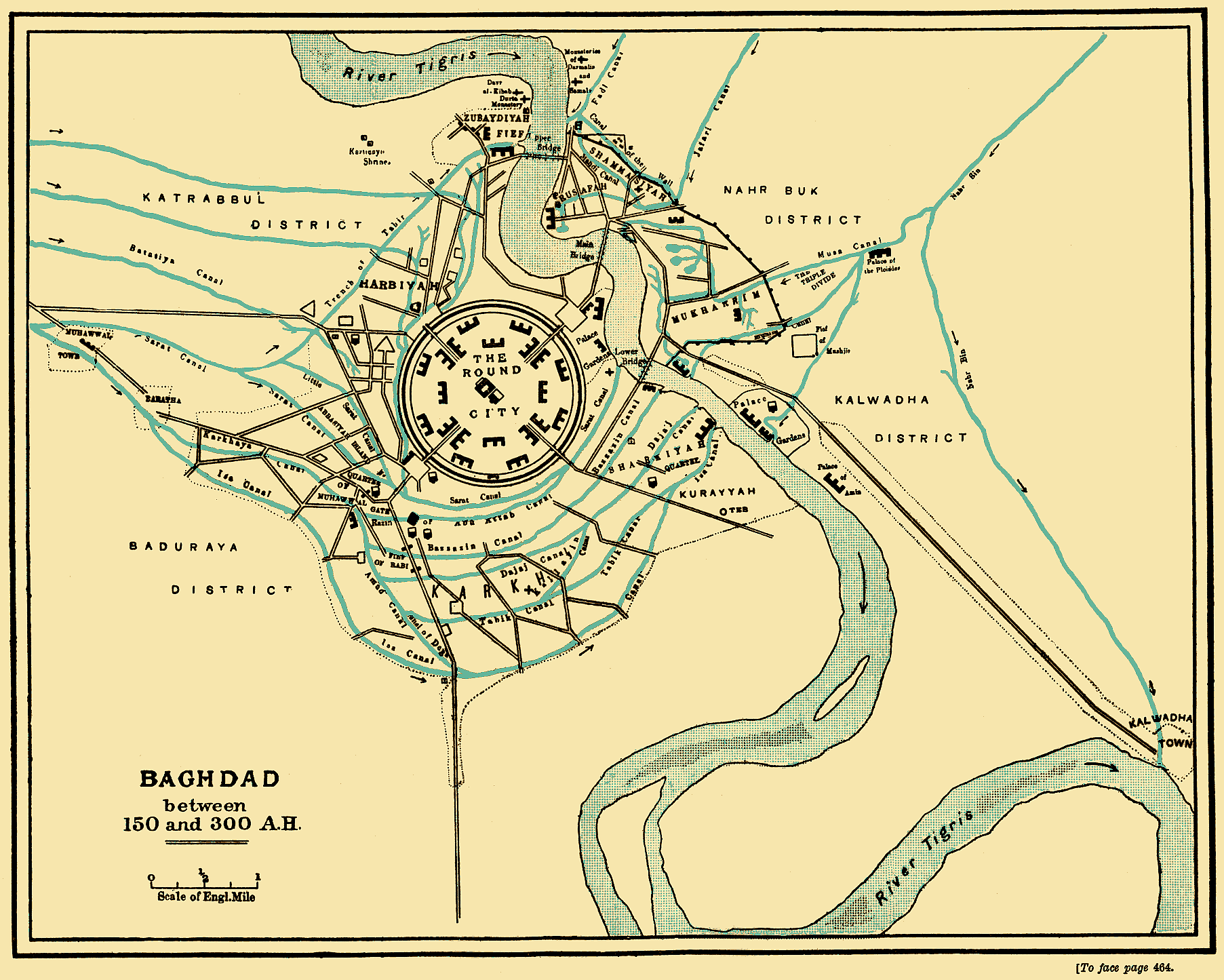
Karte vom Bagdad des 8. bis 10. Jahrhunderts

Der Streifzug des Kalifen Hārūn al-Raschīd durch Bagdad in Verkleidung als einfacher Mann hat ebenfalls einen realhistorischen Hintergrund. Geschichten über den historischen Hārūn al-Raschīd berichten, dass er und sein Wesir Dschafar verkleidet nächtliche Spaziergänge durch Bagdad unternahmen.

## Interpretation

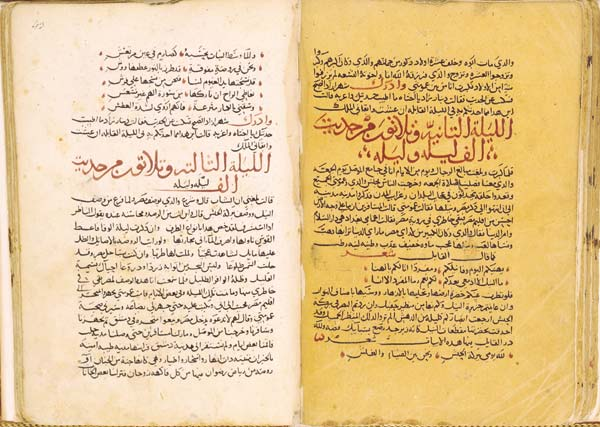
Auszug aus der Tausendundeiner Nacht-Galland-Handschrift.

Die Figuren des Liebespaares werden dem Leser in der Geschichte als gänzlich gegensätzlich präsentiert. Der männliche Part in der Beziehung, Nur al-Din, ist zwar der Sohn eines hochangesehenen, rechtschaffenen Wesirs und ein im Herzen guter Mensch, tritt als freier Mann in der Geschichte jedoch stets als grob unzuverlässiger und verantwortungsloser junger Mann auf und letztlich auch ab. Nur al-Din begegnet dem Leser zum ersten Mal im Weinrausch, verliert im Rausch später sein gesamtes Vermögen, bezahlt im Rauschzustand seine Schulden gegenüber dem Kalifen Hārūn al-Raschīd, indem er ihm seine Sklavin und Geliebte Anis al-Dschalis übergibt, und lehnt es am Ende des Märchens ab, König von Basra zu werden, um stattdessen lieber Zechkumpan des Kalifen zu werden.
Im völligen Gegensatz dazu steht seine zumeist in einer passiven Rolle verbleibende Geliebte Anis al-Dschalis, die – obwohl sie eine Frau in einer patriarchalen Gesellschaft und noch dazu eine Sklavin ist – als der deutlich umsichtigere und vernünftigere Partner in der Beziehung präsentiert wird, wobei sie versucht Nur al-Din davon abzuhalten, sich selbst ins Elend zu stürzen. Gleichzeitig ist sie unerschütterlich treu zu ihrem Geliebten, so sehr, dass sie bereit ist, sich selbst auf dem Sklavenmarkt zu verkaufen, damit er so seiner selbstverschuldeten finanziell misslichen Lage entkommen kann. Zwar bleibt Anis al-Dschalis in der Geschichte zumeist passiv, doch ist sie als von allen begehrtes Objekt der Begierde – für den Sultan, Nur al-Din, al-Muin Ibn Sawi und den Kalifen Hārūn al-Raschīd – letztlich Auslöser und immer wieder auch Wendepunkt für den Verlauf der Geschichte. Claudia Ott beschreibt die Geschichte von Anis al-Dschalis als typische Geschichte aus Tausendundeine Nacht, in der eine Sklavin an der Seite ihres Herrn zur Heldin wird, ähnlich wie in Die Sklavin Sumurrud und Alischar (ANE 82).
Eine ebenfalls starke Frauenfigur in dem Märchen ist Nur al-Dins Mutter, die als Ratgeberin ihres Mannes fungiert und dessen wenige schlechte Eigenschaften unter Kontrolle zu halten versucht. Indem sie ihn schwören lässt, dass er ihr in allem gehorchen muss, was sie sagt, wird sie im kritischen Moment stärker als ihr Ehemann, der Wesir des Sultans, und kann ihn davor bewahren, im Zorn Nur al-Din etwas anzutun. Nur al-Dins Vater wiederum wird als tugendhafter, vom Volk geliebter Mann dargestellt, dessen Ruf letztlich später auch seinem Sohn hilft, etwa als der ihm loyale Kämmerer dem Liebespaar hilft aus Basra zu entkommen. Al-Fadl al-Dins Bereitschaft, die beiden jungen Liebenden zu verheiraten, trotz der möglichen Konsequenzen für seine eigene Position am Hof, zeigt Mitgefühl und Liebe zu seinem Sohn. Nur al-Dins späterer selbstverschuldeter Abstieg in die Armut warnt die Leser vor der vorübergehenden Natur des Reichtums, der optimistischen Annahme, dass Glück etwas Langanhaltendes ist, und der Gefahr, sich auf Reichtum, anstatt auf einen guten Charakter, zu verlassen, um die Loyalität anderer zu sichern. Für das glückliche Ende der Geschichte siegt die Tugend letztendlich über das Laster.
Obwohl Verrat, Eifersucht und soziale Hierarchien das Leben der Figuren bestimmen, hat die Geschichte humorvolle Seiten. Die Schwierigkeiten beginnen mit dem komischen Motiv der Jugend, die im Schlafzimmer über das Alter triumphiert, als der junge, sexuell freizügige Nur al-Din im Kampf um Anis al-Dschalis den älteren, wohlhabenderen König auf metaphorischer Ebene besiegt und demütigt. Da Anis al-Dschalis eine Sklavin ist und vom Geld des Sultans gekauft wurde, vergreift sich Nur al-Din letztlich am Eigentum des Sultans.
Die Figur des freundlichen Gärtners Scheich Ibrahim, der dreimal die Pilgerfahrt unternommen hat, verkörpert die Gruppe religiöser Muslime, die sich streng an das islamische Alkoholverbot halten. Da Scheich Ibrahim jedoch auch ein gastfreundlicher Mann ist und nicht unhöflich sein will, bleibt er bei dem sich betrinkenden Liebespaar, wobei beide ihn letztlich durch List und Scherz dazu bewegen, sich mit ihnen dem Rausch hinzugeben. Scheich Ibrahims Handlungen im betrunkenen Zustand dienen zwei Zwecken: Sie fügen Humor hinzu und leiten die Beteiligung des Kalifen an der Geschichte ein. Ein weiterer Aspekt ist der der Verkleidungen, mit denen sich sowohl Scheich Ibrahim und Kalif Hārūn al-Raschīd als andere Personen ausgeben, die nicht ihrem tatsächlichen gesellschaftlichen Rang entsprechen. Da das Liebespaar alle Protagonisten unabhängig von sozialen Hierarchien mit Respekt behandelt, erhalten sie letztlich auch die Gunst des Kalifen, der sie aus ihrer misslichen Situation befreit.
Mia Gerhardt klassifiziert diese Geschichte als eine typische Liebesgeschichte aus der Bagdader Zeit, da sie eine kohärente Struktur hat, humorvoll ist und einen positiven Helden in den Mittelpunkt stellt. William H. Trapnell vergleicht sie mit der Erzählung Die drei Äpfel, da beide Erzählungen eine ähnliche Figurenkonstellation aufweisen und zudem ähnliche unerklärliche Handlungen enthalten wie z. B. die Verschenkung von Anis al-Dschalis an den Kalifen durch Nur al-Din.

## Namentliche Rezeption von Anis al-Dschalis

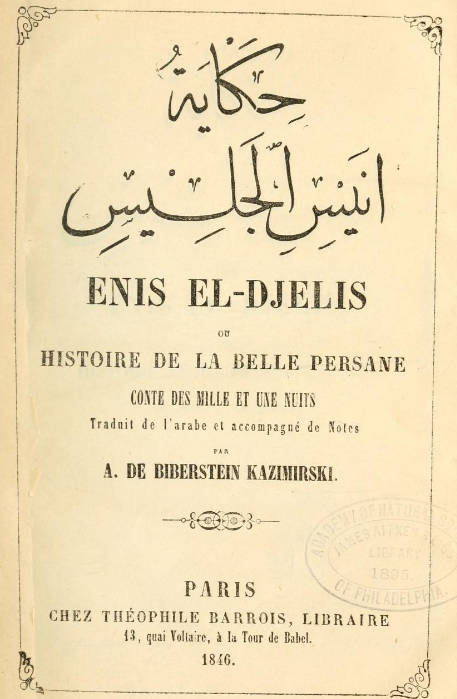
Französische Ausgabe von Anis al-Dschalis, 1846.

Von 1898 bis 1907 erschien die monatlich erscheinende gleichnamige ägyptische Frauenzeitschrift Anis al-Dschalis. Sie wurde in Alexandria publiziert; Gründerin und Herausgeberin war die britisch-griechische Autorin Alexandra Avierino.
1967 veröffentlichte der Autor Shams al-Din Muhammad Ibn al-Sheikh Shihab al-Din Ahmad, bekannt als Ibn Bassam al-Muhtasib al-Tinnisi, das Buch Anis al-Dschalis fi Achbar Tinnis, das sich mit der untergegangenen mittelalterlichen ägyptischen Stadt Tinnis beschäftigt.
1972 veröffentlichte der jordanische Autor Mahmud al-Abadi (1906–1978, محمود العابدي) ein Buch mit dem Titel Anis al-Dschalis, das sich inhaltlich mit der Notwendigkeit des Lesens beschäftigt.

### Anis al-Dschalis inDie Nacht der tausend Nächte(1982)
In Nagib Mahfuz’ 1982 veröffentlichtem Roman Die Nacht der tausend Nächte (ليالي ألف ليلة) setzt Mahfuz die Geschichten aus Tausendundeiner Nacht fort und benennt eine seiner Geschichten nach Anis al-Dschalis, in der auch die Figuren al-Fadl Ibn Chakan, Nur al-Din und al-Muin Ibn Sawi auftauchen, allerdings genau wie Anis al-Dschalis in anderen Rollen.
In der Geschichte erhält das leerstehende „Rote Haus“ am Waffenmarkt einen neuen Besitzer: eine wunderschöne Frau namens Anis al-Dschalis zieht dort mit einem Diener ein. Sie beginnt allen den Kopf zu verdrehen. Der Wasserträger Ibrahim berichtet, dass spät in der Nacht hinter den Mauern des Anwesens betörende Klänge und lieblicher Gesang ertönen, während ein Blick der Besitzerin einen Mann denken lasse, er habe zehn Krüge höllischen Wein im Bauch. Der Barbier Agar beschreibt Anis al-Dschalis als „brodelnden Vulkan“. Die Beschreibungen der Menschen unterscheiden sich jedoch massiv, so ist Anis al-Dschalis einigen Schilderungen nach blondhaarig und hat weiße Haut, nach einer anderen hat sie bronzefarbene Haut und ist braunhaarig, wieder andere beschrieben sie als schlank bzw. korpulent. Anis al-Dschalis wird zur Begierde der Männer, wobei sie unersättlich ist und immer mehr Geld und Geschenke fordert. Dutzende ihrer Liebhaber bringt die Beziehung in den finanziellen Abgrund. Schließlich beginnen die miteinander konkurrierenden Männer einander Gewalt anzutun, woraufhin einer zu Tode kommt; der Täter wird hingerichtet. Die Polizei besucht Anis al-Dschalis. Sie behauptet, ihre Mutter komme aus Indien, ihr Vater aus Persien und ihr Mann aus Andalusien. Der Polizist Bajumi al-Armal konfrontiert Anis al-Dschalis mit dem Vorwurf, eine Prostituierte zu sein, und will ihr Vermögen konfiszieren. Doch Anis al-Dschalis verzaubert auch ihn mit ihrem Charme, woraufhin er für ihre Anwesenheit Geld veruntreut. Als dies auffliegt, wird er hingerichtet und das Vermögen von Anis al-Dschalis eingezogen. Daraufhin lässt sie ihren Fall dem Mufti vortragen, der sie, durch ihren Zauber betäubt, auf der Liste der Armen- und Almosensteuer einträgt. Anis al-Dschalis verführt schließlich auch den Gouverneurssekretär al-Fadl Ibn Chakan, al-Muin Ibn Sawi, Nur al-Din – den Schwager des Sultans -, dessen Wesir und schließlich den Sultan selbst. Durch einen Trick bringt Anis al-Dschalis alle dazu, nackt in Schränke zu gehen, die sie abschließt. Am nächsten Tag will sie die Männer auf dem Sklavenmarkt versteigern und vor dem Volk öffentlich demütigen. Doch schließlich erscheint ein Irrer, der dem Zauber der Anis al-Dschalis nicht erliegt und ihre Gefangenen befreit. Die Erscheinung der Anis al-Dschalis löst sich auf, hinter ihr steckte in Wahrheit der weibliche Dschinn Zarmubaha. Zusammen mit dem zweiten Dschinn Sachrabut in Gestalt von al-Dschalis Diener haben beide sich einen Spaß daraus gemacht, mit den Menschen zu spielen und sie zu manipulieren.

## Text

### Textherkunft
Die Geschichte findet sich in der Galland-Handschrift, der ältesten erhaltenen arabischen Handschrift von Tausendundeine Nacht, und bildet damit deren Kernbestand. In ihren Übersetzungen griffen Richard Francis Burton und Enno Littmann auf die Kalkutta-II-Ausgabe; Claudia Ott auf die Galland-Handschrift zurück.

### Weiteres
Nach Max Habicht handelt es sich bei Anis al-Dschalis um eine Perserin.
Islamwissenschaftlich veraltete Schreibweisen des Namens von Anis al-Dschalis finden sich in Gustav Weils (1839) Titel „Geschichte Nureddins Enis Aldjelis“ und bei Enno Littmanns (1968) Titel „Die Geschichte von Nur ed-Dîn 'Alî und Enîs el-Dschelîs“.

## Ausgaben

### Gesamtausgaben von Tausendundeine Nacht
- Max Habicht: Tausend und eine Nacht – Arabische Erzählungen, F.W. Hendel Verlag, Leipzig 1926 (Breslauer Edition und Tunesische Handschrift), Band 4, S. 94–171.
- Gustav Weil: Tausend und eine Nacht – Arabische Erzählungen, Karl Müller Verlag, Erlangen 1984 (Erstausgabe 1839), Band 1, S. 255–289.
- Enno Littmann: Die Erzählungen aus den tausendundein Nächten, Insel Verlag, Frankfurt 1968, Band 1, S. 406–460.
- Joseph-Charles Mardrus: The Book of the Thousand Nights and One Night, Routledge, London 1989, 4 Bände, Band 1, S. 271–316.
- Claudia Ott: Tausendundeine Nacht, C.H. Beck, München 2006, S. 495–551.

### Teil-Ausgaben
- Schrader, Hermann (Bearbeiter): Liebesabenteuer aus 1001 Nacht, Manfred Pawlak Verlag, 1980, S. 155–202 (als Nureddin und die schöne Perserin)